# Fort Laramie (antico forte)
Fort Laramie (fondato come Fort William e conosciuto anche come Fort John) era un importante avamposto commerciale del XIX  secolo, divenuto poi un'installazione militare dell'esercito degli Stati Uniti. Il forte sorgeva alla confluenza dei fiumi Laramie e North Platte nella parte sudorientale dell'attuale Stato del Wyoming ed era un importante punto di sosta per i migranti che percorrevano l'Oregon Trail.

## Storia
Vista la grande espansione del commercio di pellicce, nel 1832 William Sublette e Robert Campbell formarono una partnership per operare in quel settore e controllare gran parte del commercio che si svolgeva nella regione a nordest delle Montagne Rocciose. Due anni dopo, nel maggio del 1834, i due soci cominciarono a costruire una baracca con l'intento di realizzare un luogo sicuro dove i commercianti di pelli potessero riporre le pelli di bisonte che acquistavano dalle tribù di nativi americani locali, principalmente Assiniboin, Cree e Gros Ventre. Il posto venne chiamato Fort William, in onore di Willam Sublette partner anziano della società. Il forte, piuttosto piccolo di dimensioni, aveva forma rettangolare, era protetto da una palizzata di tronchi di pioppo ed era situato sul fiume Laramie a circa un miglio dalla confluenza con il North Platte.
Quella era una posizione vantaggiosa sia per il trasporto delle merci con i battelli via fiume, sia per la vicinanza con un guado sul North Platte che in seguito sarebbe stato ampiamente utilizzato dai migranti che percorrevano le piste diretti verso l'ovest del Paese.
Nel 1835 Fort William fu venduto a Thomas Fitzpatrick, un altro commerciante di pelli, e l'anno successivo alla American Fur Company che aveva una posizione dominante nel commercio delle pelli di bisonte in quella regione. Nel 1841, a circa un miglio di distanza, fu costruito Fort Platte, una stazione commerciale in competizione con Fort William. Ciò indusse l'American Fur Company a sostituire il vecchio forte, divenuto oramai inadeguato, con una struttura più grande che venne chiamata Fort John dal nome di uno dei soci di quella società.

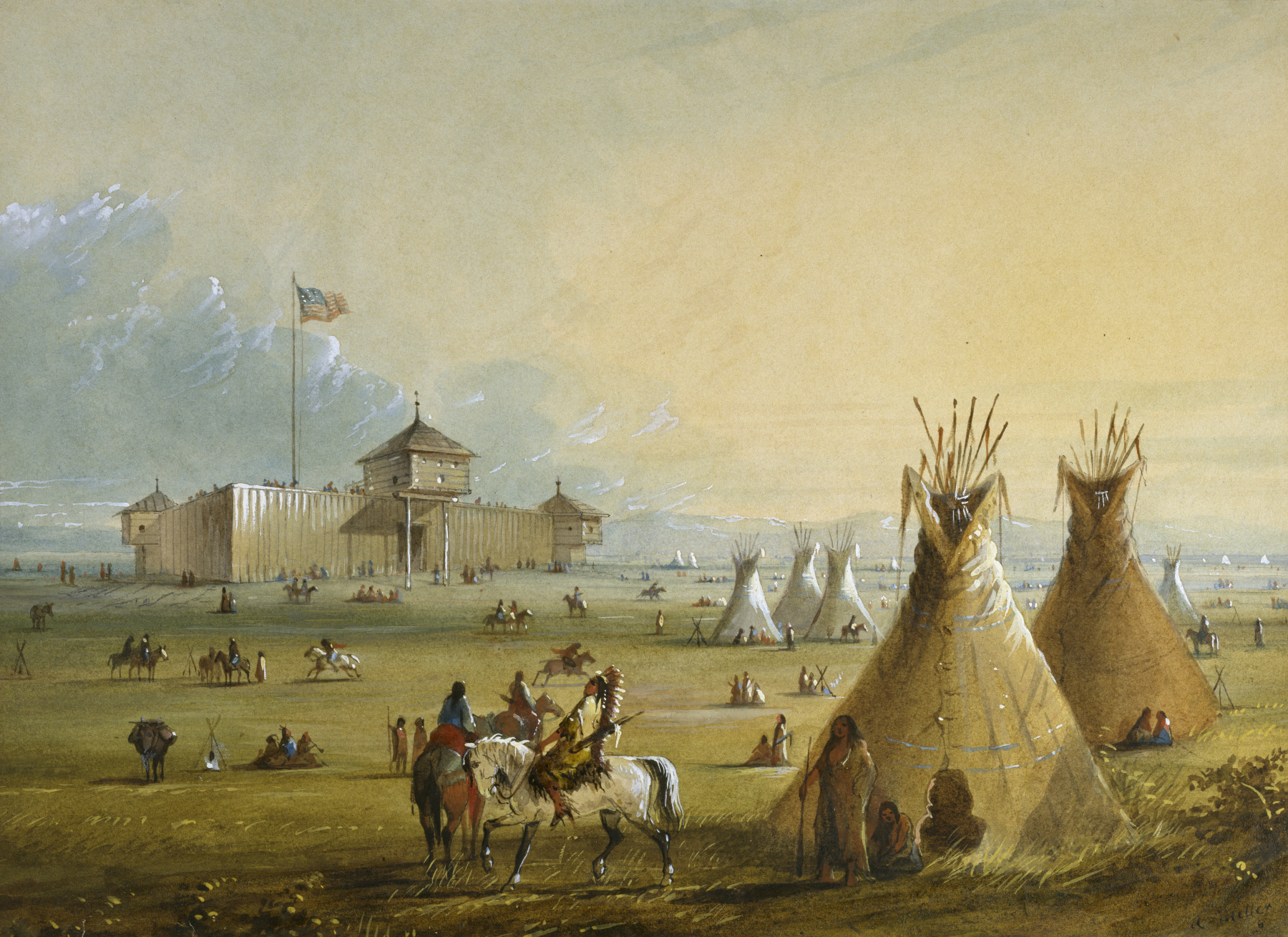
Fort Laramie come appariva prima del 1840, dipinto di Alfred Jacob Miller

Fort John era una costruzione imponente circondata da un massiccio muro di mattoni alto cinque metri nel quale si inserivano  un grande cancello d'ingresso e due bastioni agli angoli contrapposti. All'interno un vasto spazio aperto offriva la possibilità ai nativi, in particolar modo Lakota, di scambiare le pelli di bisonte con manufatti di varia natura. In quel periodo, però, il commercio delle pelli iniziò il suo rapido declino mentre il forte diveniva una tappa obbligata di sosta e di rifornimento per le carovane di migranti che, in numero crescente, si spostavano lungo l'Oregon Trail. Il forte in tal modo divenne il più importante centro commerciale e di rifornimenti della regione.
Nel 1849 il forte fu acquistato per quattromila dollari dall'Esercito degli Stati Uniti per far fronte all'esigenza di stabilire un presidio militare in quello che era diventato il crocevia di un flusso migratorio imponente diretto verso ovest.
Il 26 giugno il posto fu ufficialmente ribattezzato Fort Laramie come abbreviazione di Fort John on the Laramie River (Fort John sul fiume Laramie) e iniziò ad operare come postazione militare. In breve tempo l'esercito provvide anche a trasformare l'interno del forte e a costruirne nuovi alloggi per ospitare in maniera adeguata la guarnigione. Questo fu il periodo in cui il forte ebbe la sua maggiore espansione diventando la porta di accesso alle Montagne Rocciose in quanto l’Oregon Trail era l'unica rotta facilmente percorribile dai carri sullo spartiacque continentale delle Americhe.
Negli anni successivi il flusso di migranti continuò ininterrotto tanto che si calcola che nel solo 1852 circa quarantamila persone dirette nell'Oregon, in California e nella Valle del Lago Salato abbiano sostato a Fort Laramie per approvvigionarsi e riparare i carri prima di affrontare l'ultima parte del percorso con il rischioso attraversamento del valico del South Pass nelle Montagne Rocciose.

### Fatti storici

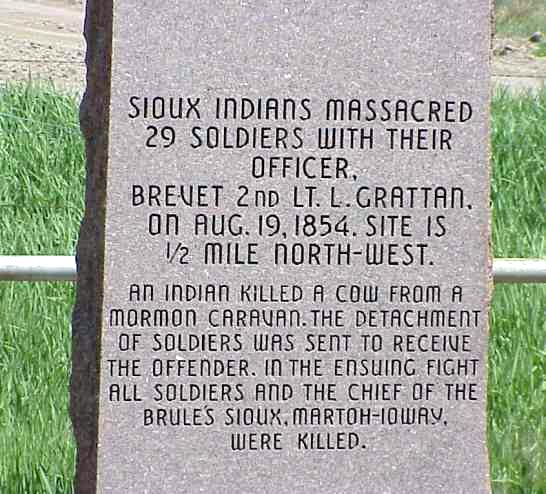
Particolare della stele eretta sul luogo dove avvenne il "massacro di Grattan"

In oltre mezzo secolo di vita, Fort Laramie non subì mai attacchi diretti da parte degli indiani, malgrado il forte fosse la base operativa e logistica di importanti campagne militari. L'unico scontro di rilievo fu il massacro di Grattan del 1854. L'origine fu un banale incidente che il 17 agosto coinvolse una carovana di mormoni e alcuni indiani Minneconjou nei pressi di Fort Laramie. Il tenente John L. Grattan venne inviato con un reparto di 29 soldati, un interprete e due obici al grande villaggio indiano che sorgeva in prossimità del forte con lo scopo di recuperare un bovino rubato ai mormoni e di arrestare il colpevole del furto. Quella che doveva essere una semplice operazione di recupero si complicò quando i soldati aprirono il fuoco con l'artiglieria uccidendo, tra gli altri, anche il capo Mahto Wayuhe (Orso che Conquista). Nel combattimento che ne seguì, l'intero reparto di Grattan fu sopraffatto e sterminato dai Sichangu di Coda Chiazzata e dagli Oglala di Nuvola Rossa che nel frattempo erano sopraggiunti sul luogo del combattimento. Questo tragico evento diede l'avvio a tutta una serie di attacchi, di ritorsioni e di vendette che fecero da prologo ai sanguinosi conflitti che interessarono la regione delle Grandi Pianure.
La vigilia di Natale del 1866, dopo un'estenuante cavalcata di 236 miglia in aperto territorio indiano e in un'autentica tormenta di neve, a Fort Laramie giunse John “Portuguese” Phillips, un messaggero che portò la notizia del tragico esito della battaglia di Fetterman e la richiesta di rinforzi urgenti per il presidio militare di Fort Phil Kearny. Durante tutta la guerra di Nuvola Rossa (1866-1868), Fort Laramie fu un punto di riferimento importante per i rifornimenti e per l'esercito degli Stati Uniti. Identica situazione si ripropose dieci anni dopo durante la Grande guerra Sioux del 1876 quando il forte fu base logistica e punto di transito e di sosta per i contingenti militari che si spostavano in quel territorio.
Ma il nome del forte resta legato soprattutto ai due trattati di pace che vi furono firmati. Il Trattato di Fort Laramie del 1851 fu firmato dai rappresentanti degli Stati Uniti e da quelli di varie tribù di indiani delle Grandi Pianure settentrionali. Il trattato consentiva il transito ai coloni e la costruzione di postazioni militari in quel territorio, mentre agli indiani veniva garantita la protezione del governo di Washington e un compenso in beni e merci di varia natura. Se si esclude l'episodio di Grattan, in quella regione vennero in tal modo assicurate condizioni di sostanziale pace tra i bianchi e i nativi fino al 1858.
Il Trattato di Fort Laramie del 1868, siglato tra gli Stati Uniti e le tribù dei Teton Sioux, pose fine alla Guerra di Nuvola Rossa e riconosceva l'assegnazione della regione del Powder River e delle Black Hills alla nazione Sioux, mentre il governo americano accettò di abbandonare i tre forti posti lungo il Bozeman Trail e di chiudere la pista al transito delle carovane.

## Sito storico

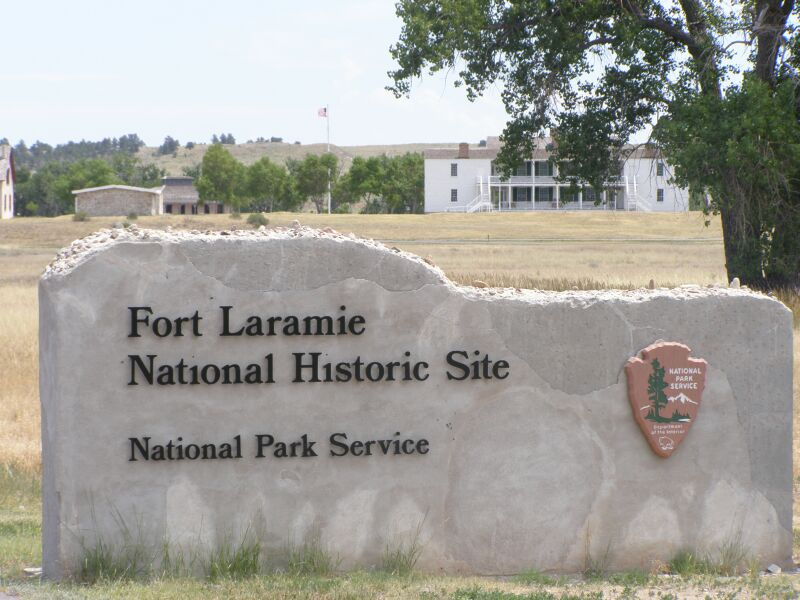
L'ingresso al Fort Laramie Historic Site

Dopo il completamento della ferrovia transcontinentale (1869), il ruolo del forte come base militare e commerciale andò sempre più perdendo d'importanza fino a diventare obsoleto. Fort Laramie, il primo avamposto di frontiera in quello che è oggi lo Stato del Wyoming, fu abbandonato nel 1890, nello stesso anno in cui l'United States Census Bureau dichiarò ufficialmente la chiusura della “frontiera” intesa come limite mobile verso spazi liberi e aperti alla conquista. Il forte venne in parte restaurato nel 1938 e l'area circostante, 23 miglia a ovest di Torrington, trasformata in sito storico nazionale (National Historic Landmark).
Il Fort Laramie National Historic Site, che è stato iscritto nel 1966 nel Registro nazionale dei luoghi storici (NRHP) come monumento storico nazionale, include 22 strutture originali, di cui 11 completamente restaurate, oltre a un museo e a un moderno centro visitatori ed è gestito dal National Park Service.